# Sebeș (Alba, Rumunjska)
Sebeş (nje: Mühlbach; mađ: Szászsebes) je grad u županiji Alba u Rumunjskoj. Prema popisu od 20. listopada 2011. grad ima 24165 stanovnika. Nalazi se na rijeci Mureș i Sebeș, te na sjecištu dvaju cestovnih puteva (E68 i E81).  
Iako postoji vjerovanje o raniji ruralnim naseljima u okolici, današnji grad izgradili su njemački doseljenici u drugoj polovi 12. stoljeća na prostoru ondašnjeg mađarskog kraljevstva. Zidine grada ojačane su nakon tatarske invazije (1241-1242), a turci su ga osvojili 1438. Ivan Zapolja, preminuo je u gradu 1540.g.